# Эмоциональный процесс
Эмоциона́льный проце́сс, эмоциона́льный фено́мен, эмоциона́льное состоя́ние, эмо́ция (от лат. emoveo — потрясаю, волную), сленг. аффе́кт (от лат. affectus — страсть, душевное волнение) — психофизиологический процесс, мотивирующий и регулирующий деятельность (поведение, восприятие, мышление), отражающий субъективное значение объектов и ситуаций и представленный в сознании в форме переживания. Среди эмоциональных процессов выделяют аффекты, эмоции, чувства и настроения.

## Смысл понятия
В научном сообществе существует множество различных взглядов на природу эмоциональных процессов. Какой-то одной, общепринятой теории до сих пор не выработано. В связи с этим универсального определения эмоционального процесса также не существует, как не существует и общепринятого термина для их обозначения. Психологи зачастую используют в этом широком смысле термины «аффект» и «эмоция», однако эти названия в то же время используются для обозначения более узких понятий. Термин «эмоциональный процесс» также не является общепринятым, но он, по крайней мере, не содержит неоднозначности.
Несмотря на то, что все определения эмоциональных процессов пытаются описать одно и то же, различные авторы выделяют различные характеристики этого явления в качестве основных. Так, например, один из основателей деятельностного подхода в психологии А. Н. Леонтьев определяет эмоциональные процессы следующим образом:

К эмоциональным процессам относится широкий класс процессов, внутренней регуляции деятельности. Эту функцию они выполняют, отражая тот смысл, который имеют объекты и ситуации, воздействующие на субъекта, их значения для осуществления его жизни. У человека эмоции порождают переживания удовольствия, неудовольствия, страха, робости и т. п., которые играют роль ориентирующих субъективных сигналов. Простейшие эмоциональные процессы выражаются в органических, двигательных и секреторных изменениях и принадлежат к числу врожденных реакций. Однако в ходе развития эмоции утрачивают свою прямую инстинктивную основу, приобретают сложнообусловленный характер, дифференцируются и образуют многообразные виды так называемых высших эмоциональных процессов: социальных, интеллектуальных и эстетических, которые у человека составляют главное содержание его эмоциональной жизни.
В этом определении акцент делается на оценочной, ориентировочной природе эмоциональных процессов, а также на их двойственной природе: психической и физиологической.
П. В. Симонов развивал «информационную теорию эмоций», в рамках которой была предпринята попытка нейрофизиологические, нейроанатомические и психологические аспекты изучения эмоциональных процессов обобщить в виде потребностно-информационного подхода к проблеме генеза эмоций у человека и у высших животных. Симонов указывал, что в общеметодологическом смысле информационная теория эмоций является «неразрывно связана с павловским системным по своему характеру подходом к изучению высшей нервной (психической) деятельности». Симонов предлагает следующее определение:

эмоция есть отражение мозгом человека и животных какой-либо актуальной потребности (её качества и величины) и вероятности (возможности) её удовлетворения, которую мозг оценивает на основе генетического и ранее приобретённого индивидуального опыта.
Американский специалист в области эмоций К. Э. Изард даёт иное определение:

Эмоция — это нечто, что переживается как чувство [feeling], которое мотивирует, организует и направляет восприятие, мышление и действия.
Здесь акцент смещён на не менее важный, мотивирующий аспект эмоциональных процессов, а также дополнительно обращается внимание на то, что эмоциональный процесс представлен в сознании переживанием. Можно также заметить, что в деятельностном подходе восприятие, мышление и действия — являются составными элементами деятельности.
Таким образом, под эмоциональными процессами в психологии понимают процессы, имеющие как психическую, так и физиологическую составляющие, выделяющиеся из других психофизиологических процессов тем, что отражают собой для субъекта значение чего-либо, и соответствующим этому значению образом регулирующие его поведение, мышление и даже восприятие. В сознании эмоциональные процессы представлены в виде различных переживаний. Например, страх. Кроме очевидной психической составляющей, он имеет и ярко выраженную физиологическую (повышение выделения адреналина, потение, замедление пищеварительных процессов). Страх отражает собой реальную или мнимую опасность чего-либо для субъекта, а также готовит организм к деятельности, направленной на избегание опасности (обостряются ощущения, увеличивается приток крови к мышцам). В то же время, например, стресс, также являющийся психофизиологическим процессом, появляется при любом воздействии, независимо от его значения для субъекта, и потому к эмоциональным процессам не относится.

## Классификации
Различные исследователи по-разному понимают эмоциональные процессы и по-разному их классифицируют. Существуют теории (например двухфакторная теория эмоций С. Шехтера), которые даже предполагают существование только одной эмоции, которая, в зависимости от различных факторов, может вызывать те или иные переживания. Согласно таким теориям классифицировать становится нечего.
Многие западные исследователи, изучая эмоциональные процессы, уделяют им внимание как целому, сосредотачиваясь на общих закономерностях и природе явления. Такие исследователи обычно используют понятие «эмоция» для обозначения любых эмоциональных процессов, а задача классификации выходит за рамки их работ. Например, К. Э. Изард предполагает, что существует набор из 10 базовых эмоций, а все остальные эмоциональные процессы рассматривает как их комбинацию и модификации. Соответственно, основное внимание он уделяет именно базовым эмоциям, а не классификации производных.

### Аффекты, эмоции, чувства, настроения
В отечественной психологии широкое распространение получила практика классификации эмоциональных процессов на аффекты, эмоции и чувства, в зависимости от их психологических особенностей и закономерностей протекания. Часто настроения также выделяют как отдельный класс. В результате получается следующая классификация:
- Аффекты — кратковременные и интенсивные эмоциональные процессы, сопровождающиеся резко выраженными двигательными проявлениями и изменениями в работе внутренних органов. Например, испуг.
- Эмоции — более продолжительные и менее интенсивные, чем аффекты, эмоциональные процессы, отражающие субъективное значение ситуаций, но не конкретных объектов самих по себе. Например, тревога.
- Чувства — более продолжительные и менее интенсивные, чем аффекты, эмоциональные процессы, отражающие субъективное значение конкретных объектов. Например, ненависть.
- Настроения — достаточно продолжительные эмоциональные процессы невысокой интенсивности. Например, скука.

### Базовые эмоции
Многие исследователи пытаются, по различным основаниям, выделить так называемые базовые или фундаментальные эмоции — то есть те элементарные эмоциональные процессы, из которых складывается всё многообразие эмоциональной жизни человека. Различные исследователи предлагают различные списки этих эмоций, но единого и общепринятого пока не существует.
Формальная модель ОСС рассматривает 18 базовых и 4 сложные эмоции.
К. Э. Изард предлагает следующий список базовых эмоций:
1. интерес — возбуждение;
2. удовольствие — радость;
3. удивление;
4. горе — страдание;
5. гнев — ярость;
6. отвращение — омерзение;
7. презрение — пренебрежение;
8. страх — ужас;
9. стыд — застенчивость;
10. вина — раскаяние.

### Классификация Додонова
Советский психолог Б. И. Додонов предложил классификацию эмоциональных процессов, основанную на связанных, по его мнению, с этими эмоциональными процессами потребностями человека:
- альтруистические;
- коммуникативные;
- глорические;
- праксические;
- пугнические;
- романтические;
- гностические;
- эстетические;
- гедонистические;
- акизитивные эмоции.

Каждому человеку, отмечает Додонов, присуща своя «эмоциональная мелодия» — общая эмоциональная направленность, характеризующаяся наиболее близкими человеку, желательными и постоянными эмоциями.

### Книги
1. ↑  Симонов П. В.,. Эмоциональный мозг. — М.: Наука, 1981. — 216 с. — 6600 экз.
2. ↑  Изард, К. Э. Психология эмоций = The Psychology of Emotions. — Питер, 2007. — С. 27. — 464 с. — (Мастера психологии). — 3000 экз. — ISBN 5-314-00067-9.
3. ↑  Березанская, Н. Б., Нуркова, В. В. Психология. — Юрайт-Издат, 2003. — 576 с. — 5000 экз. — ISBN 978-5-9692-0465-2.
4. ↑  Коломинский Я. Л.,. Человек: психология. — М.: Просвещение, 1986. — 223 с.

### Статьи
1. 1 2  Леонтьев А. Н.. Потребности, мотивы и эмоции. — Москва: МГУ, 1971. Архивировано 23 декабря 2009 года.